# Bitwa o Staten Island
Bitwa o Staten Island – starcie w trakcie kampanii filadelfijskiej podczas wojny o niepodległość Stanów Zjednoczonych, pomiędzy garnizonem brytyjskim na Staten Island, a kontyngentem  gen. Johna Sullivana. Sullivan chciał zapobiec wypadom po zaopatrzenie na brzegi New Jersey. Zła organizacja doprowadziła do porażki patriotów.

## Wprowadzenie

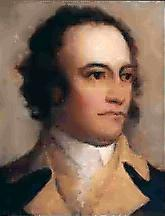
Generał John Sullivan

30 czerwca 1777 roku gen. William Howe opuścił wraz z wojskami New Jersey i założył obóz na Staten Island. 8 lipca rozpoczął przygotowania do ataku na Filadelfię od strony zatoki Delaware. 23 lipca 15-17 tysięcy żołnierzy zaokrętowanych na 267 statkach obstawianych przez 16 okrętów wojennych, wypłynęło ze Staten Island. 29 lipca armada dotarła do zatoki Delaware, lecz dowiedziawszy się z – fałszywego jak się okazało – raportu o zbliżaniu się Jerzego Waszyngtona, Howe rozkazał udać się do zatoki Chesapeake. Po ok. miesiącu na morzu brytyjskie siły zeszły na ląd 25 sierpnia w Head of Elk.
Waszyngton dowiedziawszy się 31 lipca, iż brytyjska armada oddala się od wybrzeża, rozpoczął marsz swoich wojsk przez Delaware do Pensylwanii, spodziewając się ataku na Filadelfię.

## Bitwa
Na Staten Island pozostał jedynie garnizon, często dokonujący wypadów po zaopatrzenie na brzegi New Jersey. Chcąc położyć kres tej praktyce generał Armii Kontynentalnej John Sullivan wyruszył wraz z 1000 ludzi z Elizabethtown ku Staten Island. Siły podążały w dwóch kontyngentach, z których każdy miał inny cel. Jeden z nich został wyprowadzony przez przewodnika wprost przed brytyjskie lufy i w efekcie pokonany przez oddziały gen. Johna Campbella. Patrioci stracili 28 zabitych i 172 schwytanych w niewolę. Straty strony brytyjskiej wyniosły 5 zabitych, 7 rannych i 84 zaginionych.
Sullivan był krytykowany za przedsięwzięcie oraz niesubordynację wobec rozkazu Waszyngtona, zalecającego przygotowanie żołnierzy do wymarszu na Filadelfię, jednak sąd wojskowy uniewinnił go.